# Bothrogonia striata
Bothrogonia striata är en insektsart som beskrevs av Cai et Kuoh [in Yang 1997. Bothrogonia striata ingår i släktet Bothrogonia och familjen dvärgstritar. Inga underarter finns listade i Catalogue of Life.